# Bob McLaren
Robert „Bob“ McLaren (* 19. April 1945 in Victoria, British Columbia) ist ein ehemaliger kanadischer Hürdenläufer und Sprinter.
1967 gewann er bei den Panamerikanischen Spielen in Winnipeg Bronze über 400 m Hürden und Silber in der 4-mal-400-Meter-Staffel.
Bei den Olympischen Spielen 1968 in Mexiko-Stadt schied er über 400 m Hürden im Vorlauf aus.
1967 wurde er kanadischer Meister über 400 m Hürden.

## Persönliche Bestzeiten
- 440 Yards: 49,1 s, 1966 (entspricht 48,8 s über 400 m)
- 400 m Hürden: 50,7 s, 15. September 1968, Vancouver